# Luigi Zuccheri
Luigi Zuccheri (Gemona del Friuli, 13 marzo 1904 – Venezia, 9 marzo 1974) è stato un pittore e illustratore italiano.

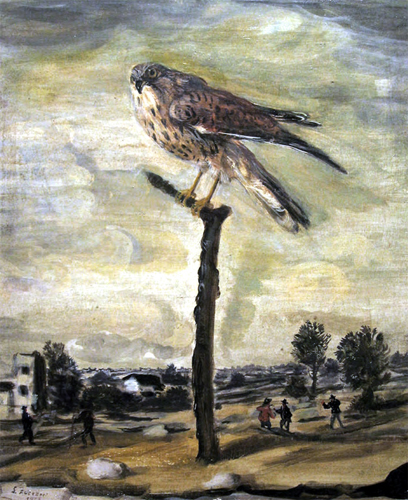
Falchetto su ramo e piccoli uomini

Pittore fortemente legato ai soggetti della Natura, dedito al recupero delle tecniche pittoriche degli antichi maestri, si è affermato sulla scena nazionale con uno stile barocco di ascendenza metafisica, ispirata ai paesaggi ed agli animali della laguna veneta e delle campagne friulane.

## Biografia
Luigi Zuccheri nasce a Gemona del Friuli il 13 marzo del 1904. Vive la sua infanzia e adolescenza a San Vito al Tagliamento, frequentando a Udine il ginnasio e proseguendo a Venezia gli studi letterari, che interrompe nel 1923 per dedicarsi alla pittura. Fino al 1928 studia disegno e pittura con Alessandro Milesi ed Umberto Martina, soggiornando a Venezia, in Friuli e a Firenze. Sono di questi anni i paesaggi, qualche marina, le grandi figure contadine e le scene di vita paesana, gli animali solitari.
Nel 1929 si trasferisce a Parigi, dove vive e studia per un anno, interessandosi anche al movimento surrealista. Tre anni dopo sposa Jolanda Ca'Zorzi, sorella di Giacomo Noventa, con cui avrà tre figli, e si trasferisce a San Vito al Tagliamento, soggiornando però spesso, e brevemente, nel palazzo veneziano di campo Santa Maria Formosa. Dipinge ancora paesaggi, animali, figure di contadini. Intensa l'attività artistica fino al 1945: scolpisce le marionette, dipinge i quadri dei "santini", degli "arcimboldi", le nature morte con maschere e i sipari e i libri, le miniature e i quadri su pergamena, mentre pian piano, nella sua pittura, diventa sempre più piccola, fino a scomparire, la figura umana.
Spinto ed incoraggiato dalla moglie e dagli amici accetta di esporre i suoi dipinti al pubblico e comincia a fare le sue prime mostre. Nella sua pittura ricompare l'uomo (negato negli anni della guerra) ma in dimensione di inferiorità rispetto agli animali e alla natura, minuscolo con i suoi attrezzi e le sue case.
Nel 1949 conosce e diventa amico, a Firenze, di Giorgio De Chirico, con cui condividerà i suoi segreti del "piturar a tempera" e dopo il 1950 tiene due importanti personali alla Galleria del Naviglio di Milano e alla Galleria Allard di Parigi, ma soprattutto partecipa alla XXV Biennale di Venezia.
Gli anni tra il 1949 e il 1959 sono comunque intensi: viaggi, mostre, in Italia e all'estero, conoscenze artistiche e pittura. Oltre a disegnare e a dipingere, modella in cera i suoi animali, i suoi omini, i cui soggetti, molti, vengono fusi in bronzo. Nel 1959 pubblica per De Luca Editore Il Bestiario di Zuccheri, otto tavole a colori e dieci in bianco e nero, con uno scritto di Alfredo Mezio. Fino al 1974 lavora intensamente a Venezia, ad Abano, a Noventa di Piave, a San Vito, incontra gli amici (De Chirico, Giacomo Noventa, Mario Soldati, Carlo Levi), pubblica per All'insegna del Pesce d'Oro, Del piturar a tempera, sei sue ricette originali scritte in veneziano, italiano e inglese, e poi con Amedeo Giacomini un piccolo trattato per Scheiwiller Editore, L'Arte dell'andar per uccelli con vischio, da lui illustrato.
Muore a Venezia il 9 marzo 1974.

## Mostre e retrospettive

### Mostre retrospettive
- Luigi Zuccheri (1904 - 1974) - Ex chiesa di S. Francesco e Museo Civico, Pordenone (27 marzo - 9 maggio 1982), su id.sbn.it.
- Luigi Zuccheri - Piazza San Marco, Ridotto delle Assicurazioni generali, Venezia (20 agosto - 24 settembre 1988), su id.sbn.it.
- Zuccheri a Treviso - Museo Ca da Noal, Treviso (16 Giugno - 30 Luglio 2007)
- Luigi Zuccheri - Un Mondo Migliore - Sala Espositiva Provinciale, Pordenone (16 maggio - 18 luglio 2010), su id.sbn.it.
- San Francesco e Santa Caterina nell'arte di Luigi Zuccheri - Museo civico d'arte, Pordenone (18 luglio -17 agosto 2014) [collegamento interrotto], su comune.pordenone.it.

### Principali mostre personali in Italia
- Luigi Zuccheri, Galleria D'arte Alla Scaletta, Bologna (24 aprile - 7 maggio 1954), su opac.sbn.it.
- Luigi Zuccheri, Galleria del Naviglio, Milano (19 - 28 gennaio 1956), su opac.sbn.it.
- Luigi Zuccheri, Mediterranea galleria d'arte, Napoli (16 - 25 aprile 1957), su opac.sbn.it.
- Luigi Zuccheri, Galleria Viotti, Torino (29 aprile - 12 maggio 1967) [collegamento interrotto], su internetculturale.it.
- Luigi Zuccheri, Abbazia di Sesto al Reghena (PN) (7-22 agosto 1971) [collegamento interrotto], su internetculturale.it.
- Luigi Zuccheri, Galleria Santo Stefano, Venezia (23 settembre - 4 ottobre 1972), su opac.sbn.it.
- Luigi Zuccheri, Galleria "Il Sigillo", Padova (8 - 21 febbraio 1972), su opac.sbn.it.
- Luigi Zuccheri: pastelli e acquerelli, Galleria del Girasole, Udine (18 dicembre 1975), su opac.sbn.it.

### Principali mostre collettive
- XXV Esposizione internazionale d'arte di Venezia/ Biennale, 1950, su asac.labiennale.org. URL consultato il 5 ottobre 2015 (archiviato dall'url originale il 6 ottobre 2015).

### Saggistica
- Luigi Zuccheri, Del piturar a tempera: sei ricette - All'Insegna del Pesce d'Oro Editore, 1966 Archiviato il 4 marzo 2016 in Internet Archive.

### Pittura e illustrazione
- Luigi Zuccheri, Garibaldo Marussi, Zuccheri - Edizioni del Cavallino, 1952
- Schaub-Koch, Emile, Luigi Zuccheri: Pittore Animalista - (s.n.), 1956
- Luigi Zuccheri, Alfredo Mezio, Il bestiario di Zuccheri - De Luca Editore, 1959
- Luigi Zuccheri, Alfredo Mezio, Luigi Zuccheri - All'Insegna del Pesce d'Oro Editore, 1963
- Amedeo Giacomini, Luigi Zuccheri, L'Arte dell'andar per uccelli con vischio: Trattatello. Disegni di Luigi Zuccheri - All'Insegna del Pesce d'Oro Editore, 1969
- Luigi Zuccheri, Ippolito Nievo, Il Friuli / Luigi Zuccheri ; sei litografie originali con un testo inedito di Ippolito Nievo - Edizioni Vanni Scheiwiller, 1974
- Giacomo Noventa, Arrivando a Venezia... / Giacomo Noventa (disegni di Luigi Zuccheri) - Circolo Nautico Generali, 1993 Archiviato il 5 marzo 2016 in Internet Archive.
- Luigi Zuccheri, Paolo Rizzi, Sette lettere di Santa Caterina - Stocchiero, 2000
- Gianfranco Contini, Franco Buzzi, Vanni Scheiwiller, Il Cantico di frate Sole, illustrato con 9 pergamene di Luigi Zuccheri - Marietti Editore, 2004

### Monografie
- Giancarlo Pauletto (a cura di), Elio Bartolini, Luigi Zuccheri (1904 - 1974) - Ed. Grafiche Lema, 1982
- Gloria Vallese, Zuccheri - G. Mondadori & associati, 1990
- Fabrizio Dentice, Luigi Zuccheri (1904-1974): opere su carta, Jannone, 1992
- De Chirico, Luigi Zuccheri: Vita silente, Colussa, 1993, su sbn.it.
- Maurizio Fagiolo dell'Arco e Licio Damiani, Luigi Zuccheri - Opere dal 1946 al 1970 - Fondazione Bandera per l'Arte, 2003
- Licio Damiani, Daniele Tarozzi (a cura di), Luigi Zuccheri -Un Mondo Migliore - Provincia di Pordenone, 2010

### Videografia
- Luigi Zuccheri - Il Pittore dell'Arca di Noè[collegamento interrotto], Istituto Luce, 1954
- Luigi Zuccheri - Il Pittore Della Naturalezza di Alberto Castellani - Generali Group / Carnica Assicurazioni, 1991, su opac.sbn.it.